# Szoprán

A szoprán hangterjedelme zongorán szemléltetve, a pont a C_{4}-et jelöli.

A szoprán vagy diszkant (ol. soprano) a legmagasabb, gyermek- vagy női hangfekvés. Terjedelme általában a c'-től az a"-ig tart, műénekesnőknél gyakran a c"'-t vagy a d"'-t is eléri; más jelöléssel C4–C6 (261-1046 Hz). Hangjai mell- és fejhangokra oszlanak, csakúgy, mint a többi emberi hangfajé. Leggyakrabban a szopránok viszik énekükkel a dallamot, a szoprán szólisták általában címszereplői a különböző operáknak.
Férfiak között is előfordulhat ez a hangfekvés, lásd: falzettisták, férfi szopranisták, illetve kasztráció.

## Típusok
- Lírai koloratúrszoprán (koloratúrszubrett) – pl. Giuseppe Verdi: Rigoletto – Gilda – lírai koloratúrszoprán; Léo Delibes: Lakmé – címszerep – lírai koloratúrszoprán; Richard Strauss: Ariadné Naxos szigetén – Zerbinetta – koloratúrszubrett; Ifj. Johann Strauss: A denevér – Adél (Adele) – koloratúrszubrett.
- Drámai koloratúrszoprán – pl. Wolfgang Amadeus Mozart: A varázsfuvola – Az Éj királynője – drámai koloratúrszoprán; Mozart: Don Giovanni – Donna Anna – drámai koloratúrszoprán; Vincenzo Bellini: Az alvajáró – Amina – drámai koloratúrszoprán.
- Lírai szoprán – pl. Mozart: A varázsfuvola – Pamina – lírai szoprán; Verdi: Falstaff – Nannetta (Annuska) – lírai szoprán.
- Könnyű drámai szoprán (lirico-spinto soprano/Jugendlich-dramatischer Sopran) – pl. Carl Maria von Weber: A bűvös vadász – Agathe – Jugendlich-dramatischer Sopran; Richard Wagner: Tannhäuser – Elisabeth – Jugendlich-dramatischer Sopran; Verdi: Don Carlos – Elisabetta di Valois – Soprano lirico-spinto.
- Drámai szoprán – pl. Giacomo Puccini: Tosca – címszerep – drámai szoprán; Amilcare Ponchielli: Gioconda – címszerep – drámai szoprán.
- „Wagner-szoprán” (súlyos drámai szoprán: Hochdramatischer Sopran, Zwischenfachsopran) – pl. Wagner: Trisztán és Izolda – Isolde (Izolda) – Hochdramatischer Sopran; R. Strauss: Elektra – címszerep – Hochdramatischer Sopran: Engelbert Humperdinck: Jancsi és Juliska – Getrúd – Zwischenfachsopran.

Szoprán fekvésű hangszerek: hegedű, oboa, trombita.

### Szoprán énekesek a külföldi könnyűzenében
- Christina Aguilera[1]
- Lily Allen[2]
- Anastacia[3]
- Julie Andrews[4]
- Ashanti[5]
- Joan Baez[6]
- Jodi Benson[7]
- Björk[8]
- Sarah Brightman[9][10]
- Georgia Brown[11]
- Mariah Carey[12]
- Charlotte Church[13]
- Kelly Clarkson[14]
- Doris Day[15]
- Céline Dion[16]
- Lara Fabian[17]
- Agnetha Fältskog[18]
- Renée Fleming[19]
- Alison Goldfrapp[20]
- Anne Hathaway[2]
- Patti LaBelle[21]
- Leona Lewis
- Lea Michele[22]
- Olivia Newton-John[23]
- Anette Olzon[24]
- Dolly Parton[25]
- Minnie Riperton[26]
- Diana Ross[27]
- Jill Scott[1]
- Taylor Swift[28]
- Jelena Szergejevna Katyina[29]
- Tarja Turunen[30]
- Hayley Williams[31]
- Birdy
- Lorde
- Ariana Grande
- P!nk

### Szoprán énekesek a magyar könnyűzenében
- Bartók Eszter
- Balogh Brigitta[32]
- Galambos Dorina[33]
- Lajtai Kati
- Király Linda[34]
- Kozma Orsolya[35]
- Mahó Andrea
- Polyák Lilla
- Széles Izabella
- Szíj Melinda[36]
- Zsédenyi Adrienn[37]
- Janicsák Veca
- Péter Szabó Szilvia
- Szekeres Adrien[38]